# Lup marsupial
Lupul marsupial (Thylacinus cynocephalus în Nomenclatura binară), cunoscut și ca tigrul marsupial, a fost unul din cele mai mari carnivore marsupiale ale timpurilor moderne. Nativ Australiei, Tasmaniei și Noii Guinee, se consideră că a dispărut în secolul XX. Acesta era ultimul membru al genului său, Thylacinus, fosile aparținând speciilor înrudite găsindu-se începând cu sedimentele din Miocen.
Lupul marsupial a dispărut sau a devenit extrem de rar pe continentul australian înainte de așezarea europenilor, dar a supraviețuit pe insula Tasmania alături de specii endemice, precum diavolul tasmanian. Vânatul intensiv, încurajat de recompense, este adesea desemnat ca fiind motivul dispariției sale, cu toate că sunt luați în considerare și alți factori, precum bolile, introducerea câinilor și invadarea teritoriului său de către om. Deși oficial este clasificat ca fiind dispărut, există oameni care au declarat că l-au văzut, cu toate că nu s-au adus dovezi solide în acest sens.
La fel ca lupii și tigrii, de unde și-au obținut și numele, erau în vârful lanțului trofic. Ca marsupial, nu era înrudit de aproape cu aceste mamifere placentale, dar datorită evoluției convergente, avea adaptări asemănătoare. Cele mai apropiate specii înrudite, existente în prezent, sunt diavolul tasmanian și numbatul. Lupul marsupial era unul din cele două marsupiale, alături de oposumul de apă, în care ambele sexe aveau o pungă marsupială. Masculul avea o pungă care acționa pe post de înveliș, protejând organele reproductive externe.

## Evoluție

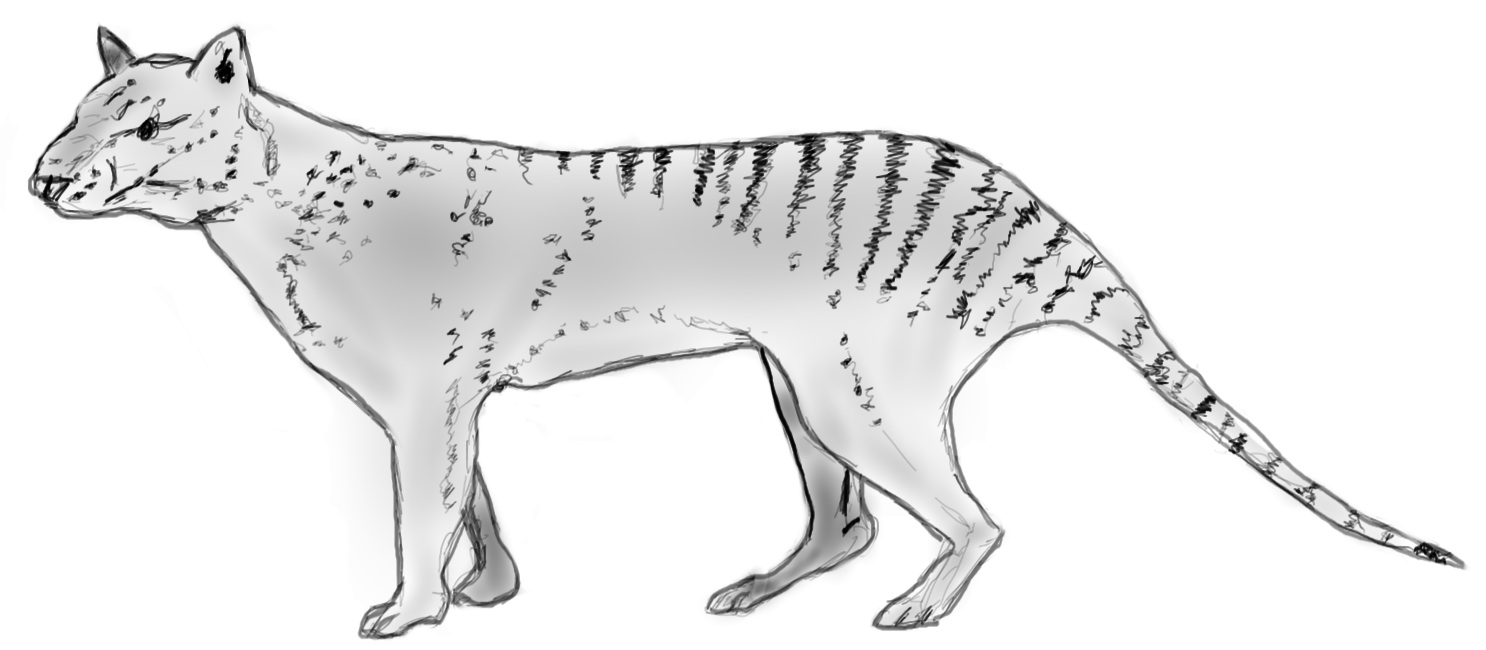
Prezentare a Thylacinus potens (în traducere, Lupul marsupial puternic), care a trăit în Miocen. Este cea mai mare rudă cunoscută a lupului marsupial.

Lupul marsupial modern a apărut acum aproximativ patru milioane de ani. Speciile din familia Thylacinidae datează din prima parte a Miocenului; de la începutul anilor 1990, cel puțin șapte specii fosile au fost descoperite la Riversleigh, în Nord-Vestul Queenslandului.
Nimbacinus dicksoni este cea mai veche din cele șapte specii fosile, datând de acum 23 de milioane de ani. Acest thylacinid era cu mult mai mic decât rudele sale mai recente. Cea mai mare specie, Thylacinus potens, care avea o mărime comparabilă cu cea a lupului, a fost singura specie care a supraviețuit până în Miocenul târziu. La sfârșitul Pleistocenului și începutul Holocenului, lupul marsupial modern s-a răspândit, deși cu un număr mic de indivizi, în Australia și Noua Guinee.

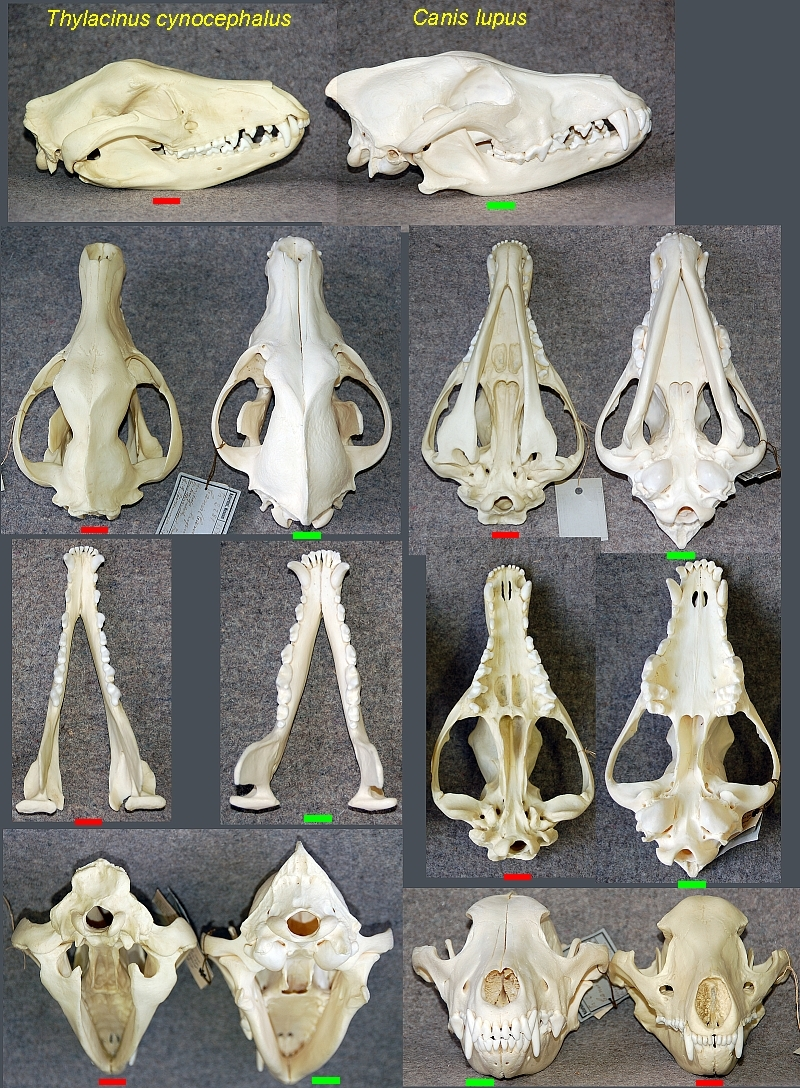
Craniul lupului marsupial (stânga) și al lupului cenușiu (dreapta) sunt aproape identice, deși speciile nu sunt înrudite. Studiile arată că forma craniului vulpii roșii este chiar mai apropiată de cea a lupului marsupial.

Un exemplu al evoluției convergente, lupul marsupial prezenta multe asemănări cu alți membri ai familiei canide: dinți ascuțiți, maxilar puternic, călca pe pernițe, având și o formă a corpului, în general, asemănătoare. Din moment ce lupul marsupial a umplut nișa ecologică în Australia, cum familia câinelui a făcut în restul lumii, și-a dezvoltat multe trăsături similare. În ciuda acestui fapt, nu este înrudit cu niciunul dintre prădătorii emisferei Nordice.
„Sunt ușor de deosebit de câini datorită dungilor de pe spate, dar scheletul este mai greu de deosebit. Studenții la zoologie de la facultatea Oxford au trebuit să identifice 100 de specii zoologice ca parte a examenului final. Curând, s-a dus vorba că dacă era oferit un craniu de „câine”, trebuia identificat ca aparținând unui Thylacinus, bazându-se pe faptul că, orice atât de evident că este un craniu de câine, trebuie să fie un șiretlic. Apoi, într-un an, examinatorii chiar au pus un craniu de câine. Cel mai ușor mod de a deosebi cele două cranii constă în cele două găuri proeminente din bolta palatină, specifice în general marsupialelor. ”—Richard Dawkins, The Ancestor's Tale

## Descoperirea și taxonomia
Aborigenii australieni au fost primii oameni care au avut contacte cu specia, existând numeroase exemple de gravuri ale acestora, datând cel puțin din anul 1000 î.e.n. Imagini petroglife cu lupul marsupial pot fi găsite la Dampier Rock Art Precinct în peninsula Burrup din Australia de Vest. Când primii exploratori au ajuns pe insulă, animalul era deja rar. E posibil ca europenii să-l fi întâlnit încă din 1642, când Abel Tasman a ajuns pentru prima dată pe țărmul Tasmaniei. În jurnalul lui de călătorie, niște urme descoperite sunt descrise ca aparținând unor „bestii sălbatice cu gheare precum tigrul”. Marc-Joseph Marion du Fresne, ajuns cu vasul Mascarin în 1772, a descris un animal ca fiind „o pisică tigru”, cu toate că dihorul marsupial a fost la fel descris, ceea ce face imposibil aflarea adevărului. Prima întâlnire certă a fost cea a exploratorilor francezi pe 13 mai 1792, precum a notat naturalistul Jacques Labillardière în jurnal său de călătorie, din expediția condusă de D'Entrecasteaux. Totuși, abia în 1805, William Paterson, Locotenentul Guvernator al Tasmaniei, a trimis o descriere detaliată pentru a fi publicată în Sydney Gazette.
Prima descriere științifică detaliată a fost realizată de George Harris în 1808, la cinci ani după așezarea pe insula Tasmania. Harris l-a categorisit ca făcând parte din genul Didelphis, creat de Linnaeus pentru oposumul american, numindu-l Didelphis cynocephala („oposumul cap de câine”). După ce oamenii de știință au înțeles că fauna australiană era fundamental diferită de genurile cunoscute de mamifere, s-a ajuns la crearea schemei moderne de clasificare, iar în 1796, Geoffroy Saint-Hilaire a creat genul Dasyurus în care a plasat lupul marsupial. În 1824 a fost separat în propriul gen, Thylacinus, de către Temminck.
Unele studii au plasat lupul marsupial ca fiind un membru de bază al ordinului Dasyuromorphia și ca rudă a diavolului tasmanian, cu toate că studiile publicate în Genome Research în ianuarie 2009 sugerează că numbatul ar putea fi mai bazal decât diavolul tasmanian și deci mai apropiat de lupul marsupial.

## Descrierea

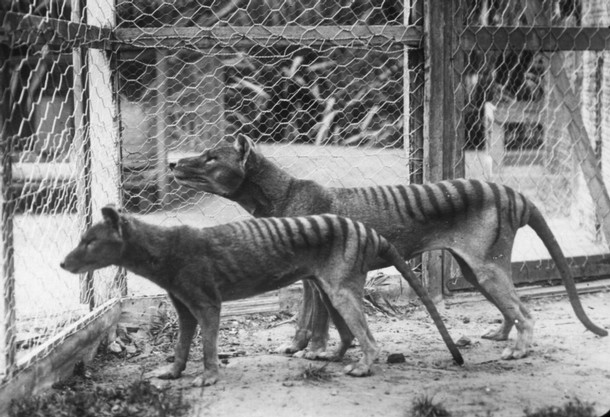
O pereche de lupi marsupiali în Grădina Zoologică Hobard - se poate observa diferența dintre cele două sexe, masculul fiind evident mai mare decăt femela.

Descrierile lupului marsupial variază, dovezile limitându-se la specimene de pui conservate, fosile, piei, fotografii și filmări alb negru ale acestuia în captivitate, precum și mărturii de pe teren.
Lupul marsupial seamănă cu un câine mare, cu păr scurt, cu o coadă țeapănă, prelungită ușor din corp, precum cea a unui cangur. Mulți coloniști europeni l-au comparat cu o hienă, din cauza comportamentului și poziției neobișnuite. Blana sa galben-maro prezenta între 13 și 21 de dungi întunecate de-a lungul spatelui, crupei și bazei cozii, ceea ce i-a adus porecla de „tigru”. Dungile erau mai evidente la specimenele tinere, scăzând în intensitate pe măsură ce animalul înainta în vârstă. Una dintre acestea cobora până pe laba din spate. Blana sa era densă și moale, ajungând la 15 mm în lungime; puii aveau o creastă în vârful cozii. Urechile erau lungi, rotunde, acoperite cu păr și atingeau aproximativ 8 centimetri. Culoarea varia de la cafeniu deschis până la maro închis, pântecul fiind alb.
Un exemplar matur atingea între 100 și 130 cm, având o coadă de aproximativ 50–65 cm. Cel mai mare specimen descoperit avea 290 cm de la nas la coadă. Adulții atingeau 60 cm până la umeri și cântăreau 20–30 kg. Femela era mai mare decât masculul.
Femela de lup marsupial avea o pungă cu patru mameloane, dar spre deosebire de alte marsupiale, acesta se deschidea către spatele trupului. Masculii aveau o pungă scrotală, unică între marsupialele austaliene, în care își retrăgeau scrotul.
Lupul marsupial putea să-și deschidă fălcile până la neobișnuitul unghi de 120 de grade. Această capacitate poate fi văzută în filmul de scurt metraj alb negru al lui David Fleay, ce prezenta un lup marsupial într-o grădină zoologică în anul 1933. Fălcile erau puternice și musculoase, conținând 46 de dinți.
Urmele lupului marsupial puteau fi distinse de cele ale altor specii native sau introduse; spre deosebire de vulpi, pisici, câini, wombat sau diavoli tasmanieni, acesta, avea pernița din spate foarte mare, iar cele patru din față aranjate într-o linie aproape dreaptă. Membrele posterioare erau similare cu cele din față, dar aveau patru degete în loc de cinci. Ghearele nu erau retractabile.

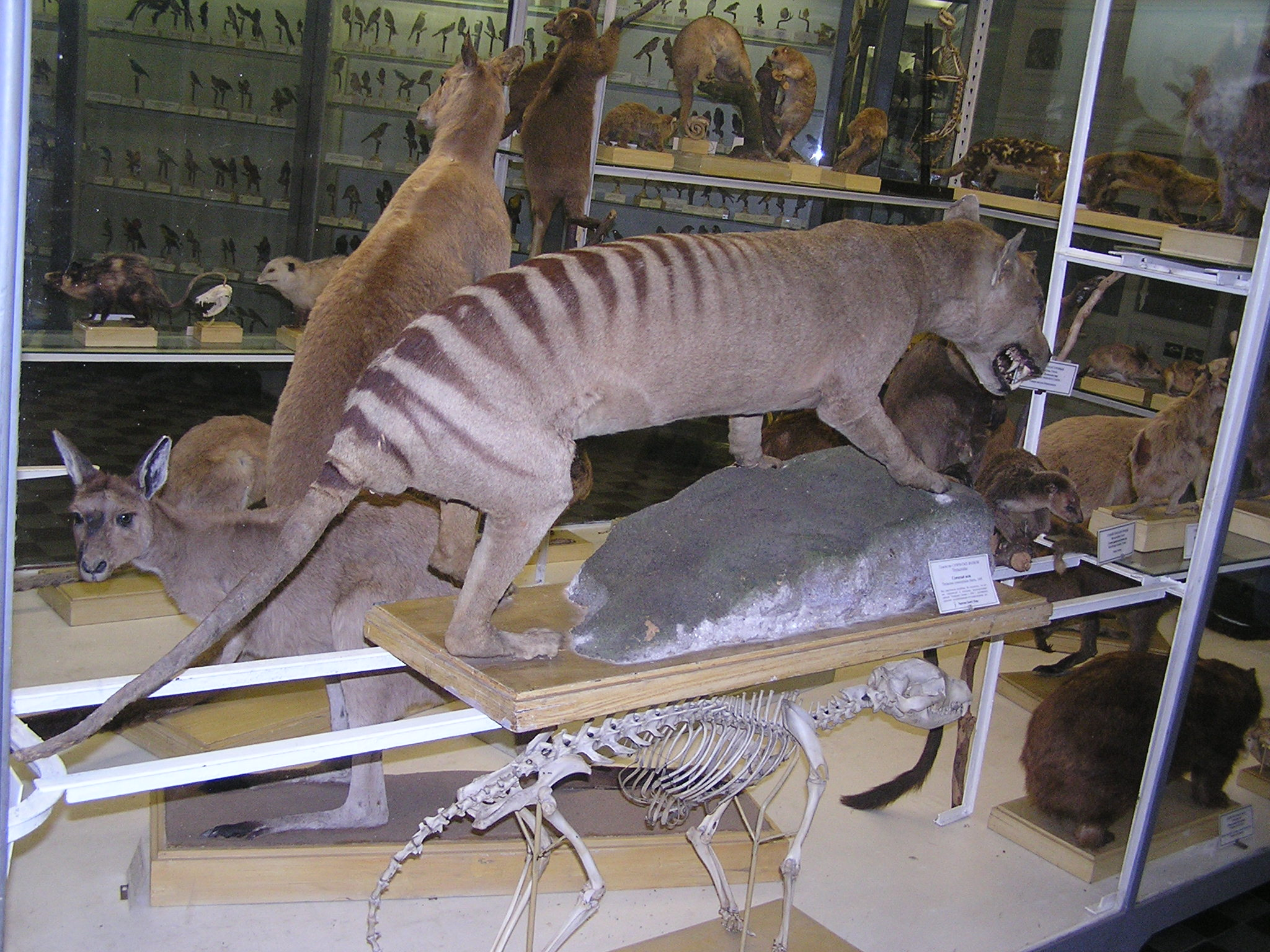
Exemplar împăiat; se observă dungile închise de pe spate, precum și coada cu o formă rigidă.

Studiile științifice inițiale au concluzionat că acesta se baza pe miros atunci când vâna, dar analizele ulterioare ale structurii creierului au scos la iveală faptul că simțul olfactiv nu era bine dezvoltat. În schimb e posibil ca acesta să se fi bazat pe simțul auditiv și cel vizual. Unii martori l-au descris ca având un miros distinctiv și puternic, alții ca având un miros vag, specific unui animal, iar unii au spus că nu avea niciun fel de miros. Din această cauză, s-a tras concluzia că, la fel ca ruda sa, diavolul tasmanian, e posibil ca lupul marsupial să fi emanat un miros atunci când era agitat.
Lupul marsupial avea un mers țeapăn și oarecum ciudat, ceea ce nu-i permitea să fugă cu o viteză mare. Putea de asemenea să execute sărituri bipede, similare unui cangur, lucru demonstrat adesea de exemplare captive. Guiler a presupus că acesta era o formă accelerată de deplasare când animalul devenea agitat. Era de asemenea capabil să se susțină doar pe membrele din spate pentru perioade scurte de timp.
Cu toate că nu există înregistrări care să conțină și sunetele produse de lup, cei care l-au văzut în natură și în captivitate au observat că mârâia și șuiera când era agitat, adesea urmat de un căscat de amenințare. În timpul vânătorii emitea, în repetate rânduri, o serie de lătraturi asemănătoare unei tuse guturale (descrise ca „iip-yap”, „cai-iip” sau „hop-hop-hop”), probabil pentru a comunica cu ceilalți membri ai haitei. Producea, de asemenea, un sunet asemănător cu plânsul, probabil pentru identificarea la distanță.

## Ecologia și comportamentul

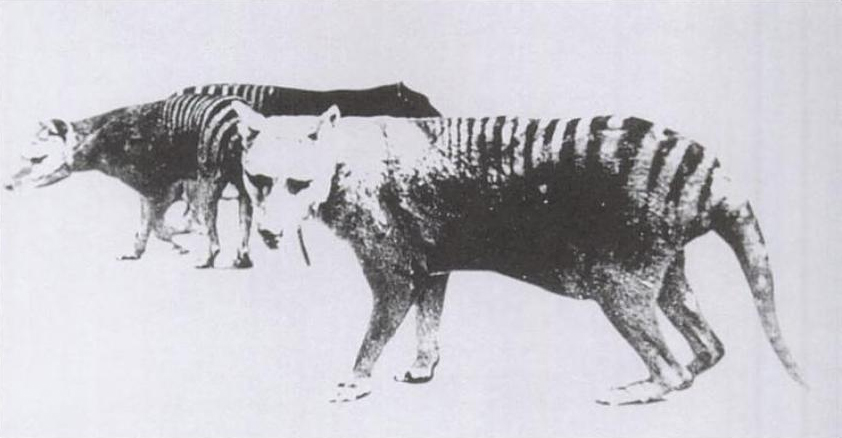
Fotografie realizată în 1889, prezentând o femelă de lup marsupial gravidă.

Se cunosc puține lucruri despre comportamentul sau habitatul lupului marsupial. S-au realizat câteva observații asupra exemplarelor din captivitate, dar cele despre viața din sălbăticie au fost făcute de oameni fără studii de specialitate. Majoritatea observațiilor au fost realizate în timpul zilei, în timp ce lupul marsupial era nocturn. Aceste observații, făcute în secolul al XX-lea, ar putea fi atipice, din moment ce erau realizate asupra unei specii care era deja foarte aproape de a dispărea complet. E posibil ca unele caracteristici comportamentale să fi fost luate de la diavolul tasmanian.
Lupul marsupial trăia în pădurile uscate de eucalipt, în zonele umede și pajiștile din Australia continentală. Picturile rupestre ale indigenilor indică faptul că lupul marsupial trăia de-a lungul Australiei și Noii Guinee. Dovezi asupra existenței acestuia pe continent au venit de la o carcasă uscată de lup marsupial ce a fost descoperită într-o peșteră din Australia de Vest din 1990; prin datarea cu carbon radioactiv s-a demonstrat că aceasta avea o vechime de 3.300 de ani.

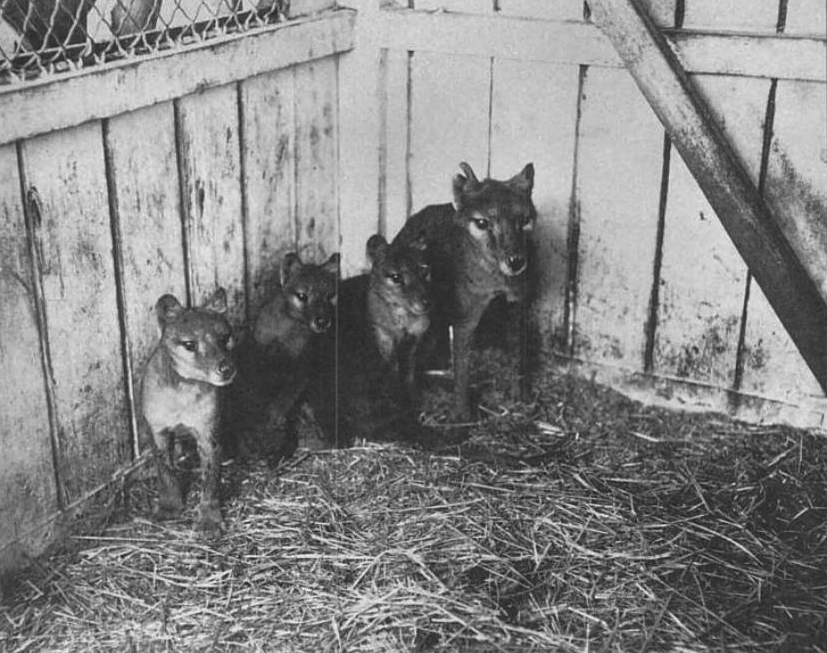
Femelă cu trei pui, 1909.

În Tasmania, prefera pădurile și terenurile necultivate, ce aveau să devină locuri căutate de coloniștii britanici pentru animalele lor. Modelul cu dungi probabil îi oferea camuflaj în pădure, dar e posibil și să fi fost folosit pe post de identificare. Animalul avea de obicei un teritoriu de 40–80 km², cu toate că se pare că acesta era împărțit cu alte grupuri; cele prea mari pentru a fi o familie erau uneori observate împreună.
Lupul marsupial era un vânător nocturn și crepuscular, petrecând ziua în peșteri mici sau trunchiuri goale de copaci. Se retrăgea pe câmpuri și în păduri pentru adăpost pe timp de zi și vâna în teren deschis noaptea. Unii martori au observat că acesta era de obicei timid, evitând contactul cu oamenii atunci când îi simțea, cu toate că ocazional era scrutător.
Puii descoperiți în marsupiu arată că perioada de împerechere era întinsă pe tot parcursul anului, sezonul de vârf fiind în primăvară și iarnă. Erau fătați până la patru pui, care erau purtați în marsupiu până la trei luni, fiind protejați până la atingerea a jumătate din statura de adult. Puii nou-născuți erau orbi și lipsiți de păr, dar până să părăsească marsupiul deschideau ochii și se acopereau cu blană. După aceasta, până deveneau destul de dezvoltați să asiste la vânătoare, rămâneau în vizuină, cât femelele vânau. Lupul marsupial s-a reprodus cu succes în captivitate doar o singură dată, în Grădina Zoologică din Melbourne, în 1899. Speranța de viață în sălbăticie era de cinci–șapte ani, cu toate că exemplarele captive au trăit și nouă ani.

### Hrănirea

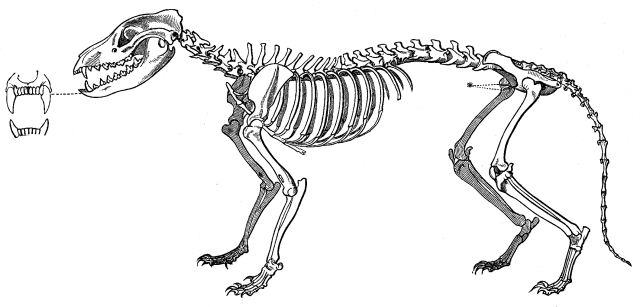
Analiza scheletului sugerează că, la vânătoare, lupul marsupial se baza mai mult pe rezistență și putere atunci decât pe viteză.

Lupul marsupial era carnivor. Stomacul era muscular cu abilitatea de a se destinde pentru a-i permite să mănânce cantități mari de hrană deodată, probabil o adaptare pentru perioadele lungi când aceasta era rară. Analiza scheletului și comportamentului din captivitate sugerează că prefera să urmărească un singur animal până îl epuiza. Unele studii au ajuns la concluzia că vâna în grupuri mici, familiale, un grup îndreptând prada într-o anumită direcție, iar un altul așteptând în umbră, creând astfel o ambuscadă.

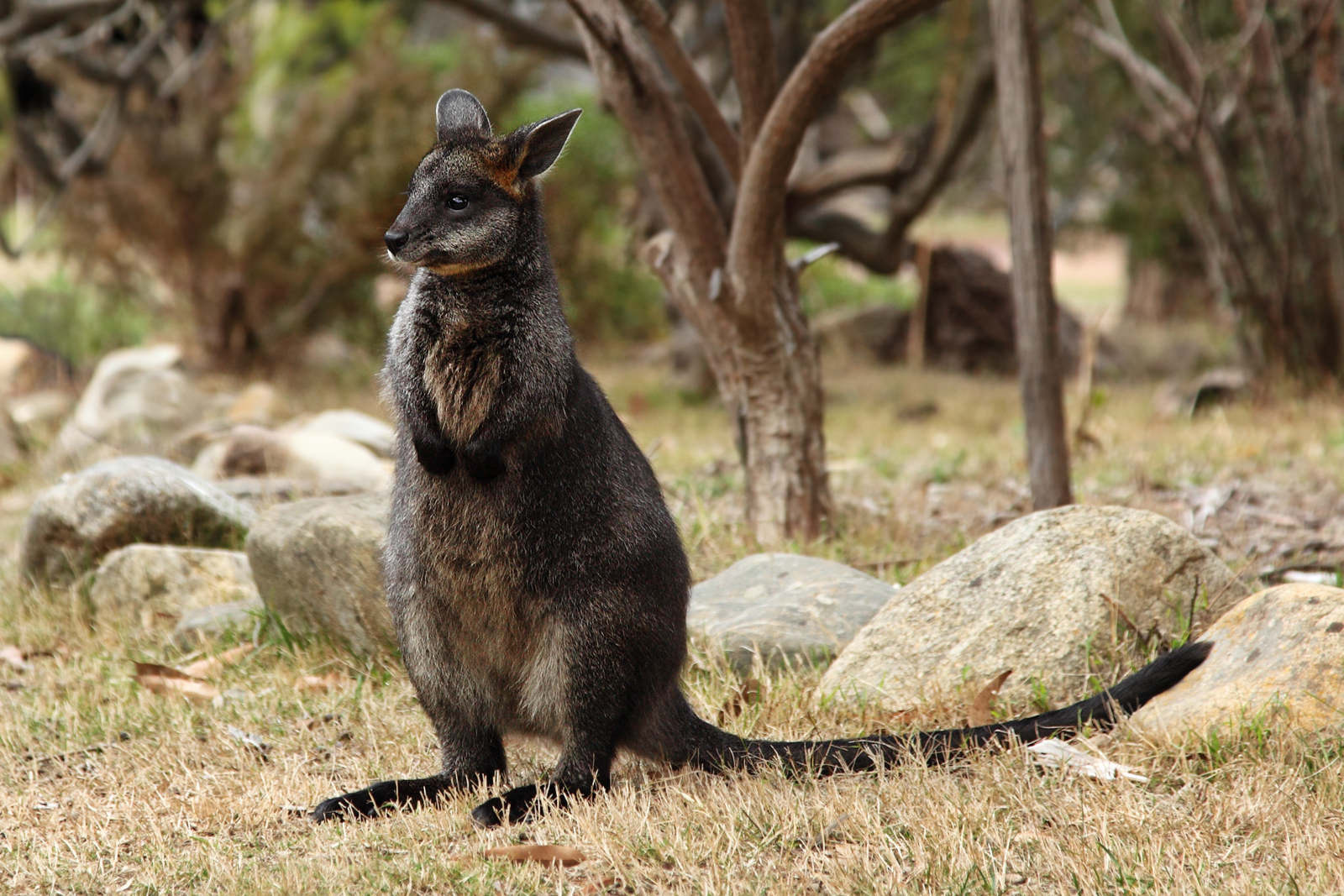
Hrana lupului marsupial includea canguri (foto), oposumi și păsări emu.

Acesta se hrănea cu diferite specii de cangur și wombat, păsări și animale mici precum potorouși sau oposumi. O pradă favorită era, posibil, cândva comunul emu tasmanian. Această specie era o pasăre mare, incapabilă să zboare, ce împărțea habitatul cu lupul marsupial; a fost vânată excesiv, ceea ce a dus la extincția sa în 1850, fiind posibil în raport direct cu declinul numărului de lupi marsupiali. Pasărea era vânată și de câinii dingo și vulpi. De-a lungul secolului al XX-lea, lupul marsupial a fost descris ca fiind un băutor de sânge, dar nu există mărturii clare legate de această trăsătură; popularitatea poveștii pare să fi fost cauzată de o singură întâmplare. Coloniștii europeni credeau că lupul marsupial se hrănea cu oile fermierilor. Bazându-se pe lipsa unor mărturii credibile, Robert Paddle sugerează că această trăsătură este posibil să fi fost exagerată, considerând că lupul marsupial era folosit doar ca o scuză convenabilă pentru lipsa de grijă a fermierilor, iar această imagine de ucigaș de păsări de curte a rămas întipărită în mintea oamenilor din cauza unei fotografii realizate de Henry Burrell în 1921. În captivitate, aceștia erau hrăniți cu o varietate de mâncăruri, inclusiv iepuri și canguri morți, precum și carne de vacă, oaie, cal și păsări de curte.

## Extincția

### Extincția din Australia continentală

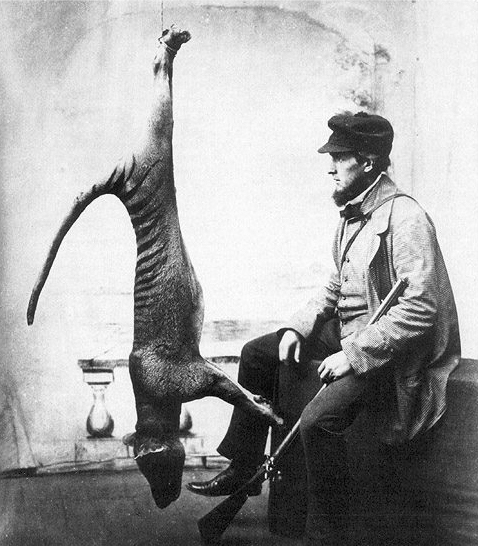
Lup marsupial ucis, 1869

Se crede că lupul marsupial a dispărut aproape complet din Australia acum 2.000 de ani și posibil mai devreme din Noua Guinee. Extincția totală este pusă pe seama competiției față de indigeni și câinii dingo. Există totuși dubii referitoare la impactul câinelui dingo, din moment ce cele două specii nu erau în competiție directă, câinele dingo vânând ziua, iar lupul marsupial, noaptea. Lupul marsupial era de asemenea mai puternic, având un avantaj în cazul unei întâlniri între cei doi. Studiile recente au arătat că, deși câinele dingo avea o mușcătură mai slabă, craniul său putea rezista unei presiuni mai mari, ceea ce-i permitea să atace o pradă mai mare ca lupul marsupial. Lupul marsupial era, de asemenea, mai puțin versatil când era vorba de alimentație, prin comparație cu omnivorul câine dingo. Cele două specii împărțeau mediul de viață, fosilele de leu marsupial fiind găsite în apropierea celor de dingo. Adoptarea câinelui dingo ca partener de vânătoare de către aborigeni a supus lupul marsupial unei presiuni mai mari.
Picturile de pe pietrele din Parcul Național Kakadu arată faptul că acesta era vânat de primii locuitori ai continentului.

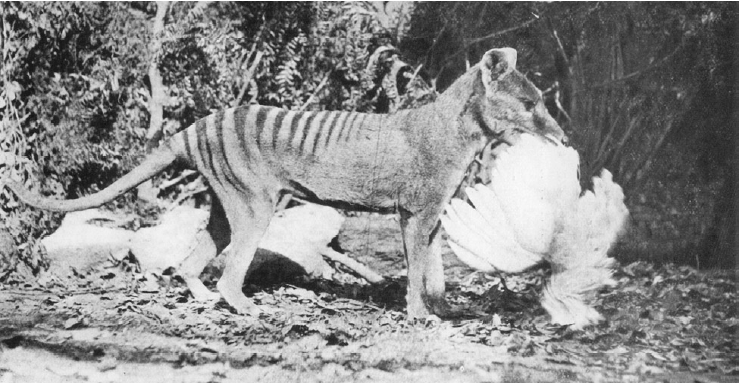
Această fotografie din 1921 de Henry Burrell, prezentând un lup marsupial cu o găină este considerată de unii ca ajutând la promovarea imaginii acestuia ca animal răpitor.
De fapt, imaginea a fost tăiată pentru a ascunde gardul și casa, iar, conform analizelor ulterioare, s-a ajuns la concluzia că exemplarul era de fapt împăiat.

### Extincția din Tasmania
Deși lupul marsupial era pe cale de dispariție la venirea europenilor, dispărând total pe parcursul secolului al XX-lea, el a supraviețuit până în anii 1930 pe insula Tasmania. Pe vremea primilor coloniști, cele mai mari populații se aflau în centrul, nord-estul și nord-vestul insulei. Erau rareori văzuți, dar multe atacuri asupra oilor erau puse pe seama lor. Acest lucru a dus la oferirea unor recompense pentru a le controla numărul; compania Van Dieman Land a introdus recompense pentru lupii marsupiali încă din 1830, iar guvernul tasmanian a oferit, între 1888 și 1909, o liră pe cap de adult și zece șilingi pentru un pui. În total, au oferit 2.184 de recompense, dar se crede că numărul adevărat al exemplarelor ucise a fost cu mult mai mare. Este posibil, totuși, ca la declinul și, în cele din urmă, la dispariția sa, să fi contribuit factori multipli, inclusiv competiția cu animalele introduse de europeni, precum câinii, pierderea habitatului, extincția speciilor cu care se hrănea și o boală asemănătoare cu răpciuga, care a afectat și multe exemplare aflate în captivitate. Oricare ar fi fost motivul, lupul marsupial a devenit foarte rar în sălbăticie către sfârșitul anilor '20. Deși mulți considerau lupul ca fiind responsabil pentru atacurile asupra oilor, s-a încercat salvarea lui. Arhivele comitetului de conducere din promontoriul Wilsons, datând din 1908, includ recomandarea ca lupul marsupial să fie reintrodus în câteva regiuni propice de pe teritoriul statului Victoria. În 1928, Comitetul de Consultanță pentru Fauna Nativă Australiană a dorit crearea unei rezervații pentru a proteja exemplarele rămase, zona dintre râurile Arthur și Pieman din vestul insulei fiind luată în considerare pentru aceasta.
În 1930, un fermier, Wilf Batty, a ucis ultimul exemplar sălbatic cunoscut, în Mawbanna, oraș din NE statului. Animalul, posibil un mascul, fusese zărit pe lângă casa lui Batty timp de câteva săptămâni.

### „Benjamin” și cercetări ulterioare

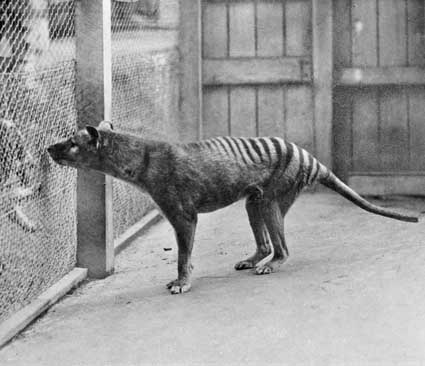
Ultimul exemplar viu cunoscut, 1933. Un sac scrotal nu este vizibil în niciuna din fotografiile realizate, ceea ce a dus la presupunea că „Benjamin” era femelă, deși existența marsupiului la ambele sexe face ca aflarea adevărului să fie imposibilă.

Ultimul exemplar cunoscut, numit „Benjamin” (deși genul său nu a fost niciodată confirmat) a fost capturat în 1933 și trimis la Grădina Zoologică Hobart, unde a trăit trei ani. Frank Darby, presupus îngrijitor al grădinii zoologice, a declarat pentru un ziar în mai 1968 că numele specimenului era „Benjamin”. Nu există însă documente care să ateste acest lucru, iar Alison Reid (îngrijitor adevărat al grădinii zoologice) și Michael Sharland (agentul de presă al grădinii) au negat faptul că Darby ar fi lucrat vreodată acolo. Darby pare, de asemenea, să fie cel care a pornit zvonul conform căruia lupul era un mascul, dovezile fotografice demonstrând contrariul. „Benjamin” a murit pe 7 septembrie 1936, probabil din cauza neglijenței - îndepărtat din mediul său natural, a fost expus vremii neobișnuit de capricioase din acea perioadă: temperaturi ridicate ziua și foarte scăzute noaptea. Acesta este ultimul lup marsupial surprins pe film, fiind filmat de David Fleay plimbându-se în jurul cuștii sale. Începând cu anul 1996, Ziua Națională a Speciilor Amenințate are loc anual pe 7 septembrie comemorând moartea ultimului exemplar cunoscut de lup marsupial.

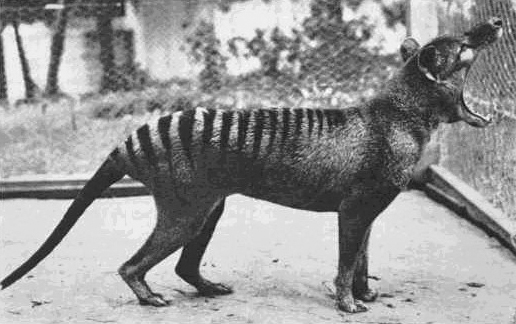
„Benjamin” căscând. Se obervă deschiderea fălcilor la o mărime neobișnuită, ajungând chiar la 120 de grade.

Cu toate că au existat presiuni pentru conservarea speciei încă din 1901, probleme de ordin politic au împiedicat orice formă de protecție a acesteia până în 1936. Guvernul tasmanian a introdus specia pe lista animalelor protejate prin lege abia pe 10 iulie 1936, la 59 de zile după decesul ultimului exemplar.
Rezultatul cercetărilor ulterioare a indicat o rată mare a posibilității supraviețuirii speciei până în anii 1960. Cercetătorii Eric Guiler și David Fleay au descoperit în NV Tasmaniei urme și excremente care ar fi putut aparține lupului marsupial, au auzit sunete asemănătoare celor produse de specie și au cules mărturii conform cărora încă există exemplare libere vii. În ciuda cercetărilor, nu au fost găsite dovezi decisive care să demonstreze supraviețuirea speciei în sălbăticie.
Lupul marsupial a fost specie pe cale de dispariție până în 1986, o specie fiind considerată dispărută doar la 50 de ani de la ultima apariție. Din moment ce de la moartea lui „Benjamin” din 1936 nu au fost aduse dovezi clare să demonstreze existența lupilor marsupiali în sălbăticie, IUCN l-a declarat oficial „specie dispărută”. CITES este mai rezervat în privință cu statului speciei, numind-o „posibil dispărută”.

### Observări neconfirmate
De la extincția din 1936, Asociația Australiană a Faunei Rare (Australian Rare Fauna Research Association) a primit peste 3.800 de mărturii conform cărora lupul marsupial ar fi fost zărit în Australia, în timp ce Centrul Australian de Cercetări al Animalelor Misterioase (Mystery Animal Research Centre of Australia) a înregistrat 138 până în 1998, iar Departamentul Mediului și Conservării (Department of Conservation and Land Management) a primit 65 în aceeași perioadă. Cercetătorii independenți specializați în lupi marsupiali, Buck și Joan Emburg, de asemenea, au primit 360 de declarații de pe insula Tasmania și 269 din Australia legate de apariția lupului marsupial după extincția sa. Cele mai frecvente observări de pe continent provin din Australia de Sud.

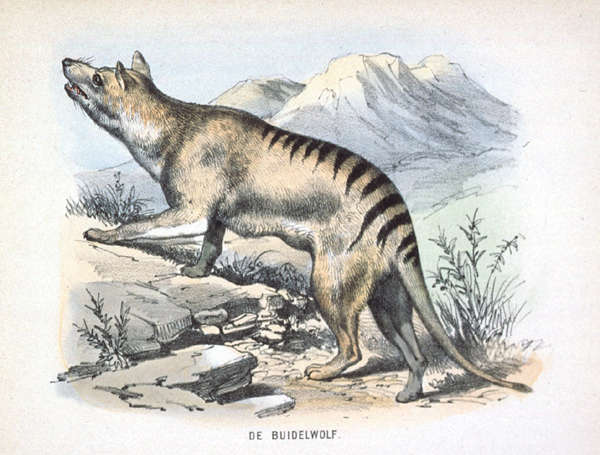
Ilustrată prezentând un lup marsupial în mediul său natural.

Unele observări au generat o mare atenție din partea publicului și a presei. În 1973, Gary și Liz Doyle au filmat zece secunde, pe un film de 8 mm, un animal neidentificat fugind de-a lungul unei șosele din sudul Australiei. Încercările de a identifica creatura au eșuat din cauza calității slabe a filmului. În 1982, un cercetător de la Serviciul Tasmanian al Parcurilor, Florei și Faunei (Tasmania Parks and Wildlife Service), Hans Naarding, a observat timp de trei minute, într-o noapte în apropierea râului Arthur din nord-vestul Tasmaniei, ceea ce credea el a fi un lup marsupial. Declarația lui a dus la căutări timp de un an, finanțate de guvern. În ianuarie 1995, un agent al aceluiași grup a declarat că a zărit un lup marsupial în regiunea Pyengana din nord-estul Tasmaniei, la primele ore ale dimineții. Cercetările ulterioare nu au arătat nicio urmă a animalului. În 1997 s-a descoperit că localnicii din Puncak Jaya din vestul Noii Guinei au observat lupi marsupiali. Se pare că localnicii știau de existența acestora de mulți ani dar nu au făcut un raport oficial. În februarie 2005, Klaus Emmerichs, un turist german, a susținut că a fotografiat un lup marsupial în apropiere de Parcul Național Cradle Mountain-Lake St Clair, dar autenticitatea fotografiilor obținute nu a fost stabilită. Fotografiile nu au fost publicate decât în aprilie 2006, la 14 luni de la luarea acestora. Imaginile, care prezentau doar spatele animalului, au fost considerate neconcludente de către cei care le-au studiat.

### Recompense
În 1983, Ted Turner a oferit o recomensă de 100.000$ pentru dovedirea existenței lupului marsupial. O scrisoare trimisă în 2000 ca răspuns de un cercătător specializat în lupi marsupiali, Murray McAllister, a dezvăluit că recompensa fusese retrasă. În martie 2005, ziarul australian The Bulletin, ca parte a aniversării sale de 125 de ani, a oferit o recompensă de 1,25 milioane pentru capturarea în siguranță a unui exemplar viu. Oferta a expirat în iunie 2005, fără ca cineva să ofere vreo dovadă a existenței speciei. O altă ofertă substanțială, în valoare de 1,75 milioane de dolari, a fost făcută de Stewart Malcolm. Totuși, multe dintre aceste oferte sunt nule, din moment ce capturarea unui lup marsupial nu este legală, conform legilor.

## Proiecte și cercetări recente

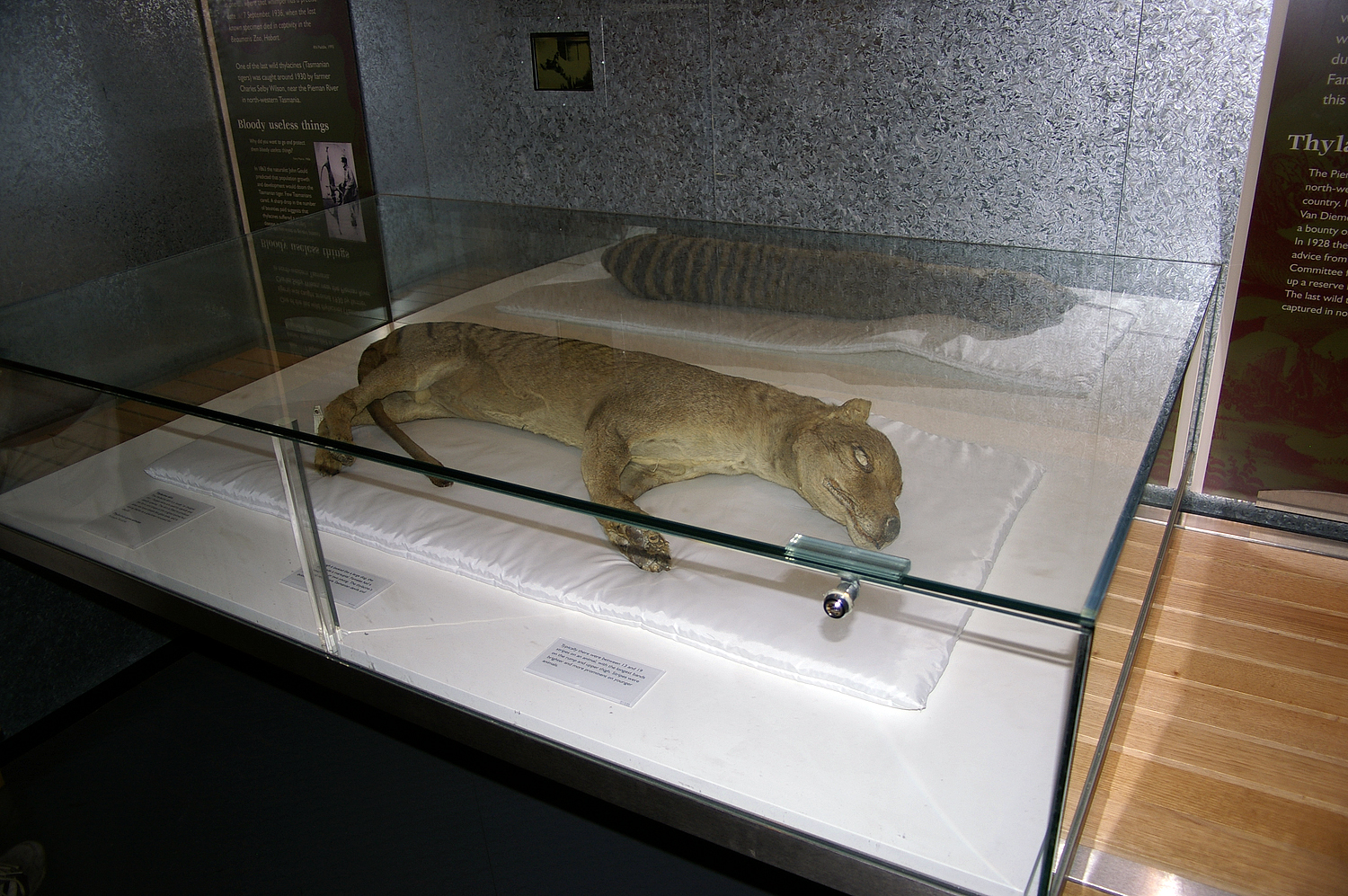
Exemplar împăiat, prezent în Muzeul Australian.

Înregistrările tuturor exemplarelor, multe dintre ele în colecții europene, sunt acum ținute în ITSD.
Muzeul Australian din Sydney a început un proiect de clonare în 1999. Scopul consta în folosirea materialului genetic de la exemplarele conservate, din secolul al XX-lea, pentru a clona noi indivizi și a readuce specia la viață. O serie de microbiologi au respins proiectul, considerându-l ca fiind doar un truc publicitar, iar profesorul Mike Archer, principalul susținător al acestui proiect, a fost nominalizat în 2002 pentru premiul scepticilor australieni Bent Spoon Award (Premiul „Lingura îndoită”) pentru „cea mai absurdă idee paranormală sau pseudo-științifică”.
Către sfârșitul anului 2001, cercetătorii au reușit să extragă ADN de la unele exemplare. Pe 15 februarie 2005, muzeul a anunțat oprirea proiectului după ce s-a descoperit că ADN-ul prelevat era prea degradat pentru a putea fi folosit. În mai 2005, profesorul universitar Michael Archer, decan la Universitatea Noului Wales de Sud, fost director al Muzeului Australian și biolog evoluționist, a declarat că proiectul va fi reînceput de un grup de universități și de un institut de cercetare.

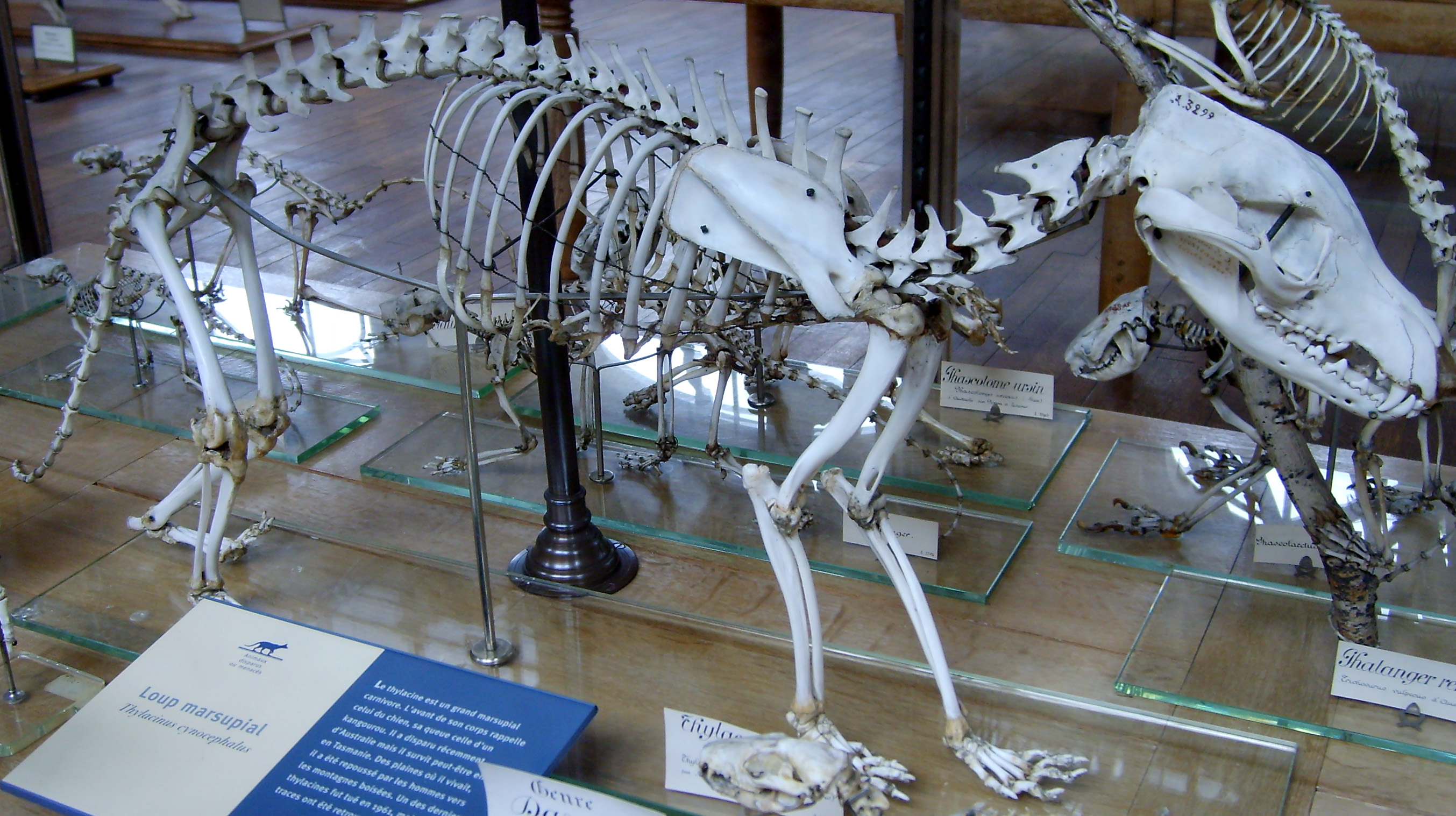
Schelet de lup marsupial, Muséum national d'histoire naturelle, Paris.

International Thylacine Specimen Database a fost finalizată în aprilie 2005, fiind rezultatul a patru ani de cercetări pentru a cataloga și fotografia ditigal toate exemplarele de lup marsupial aflate în muzee, universități și colecții private. Documentele originale sunt deținute de Zoological Society of London.
În 2008, cercetătorii Andrew J. Pask și Marilyn B. Renfree de la Universitatea Melbourne și Richard R. Behringer de la Universitatea Texas au anunțat că au reușit să demonstreze funcționalitatea regiunii enhancer a genei Col2A1, obținută din țesuturile unui exemplar vechi de 100 de ani ținut în etanol. Demonstrarea funcționalității materialul genetic a fost realizată la șoareci transgenici. Astfel, dacă speranțele cercetătorilor privind recrearea speciei nu au crescut, cunoștințele astfel acumulate ar putea servi speciilor pe cale de dispariție. În același an, alt grup de cercetători a reușit cu succes secvențierea genomului mitocondrial de la două specimene de lup marsupial aflate în muzee. Succesul acestui grup sugerează că este posibilă secvențierea completă a genomului nuclear de la specimenele expuse în muzeu. Rezultatele lor au fost publicate în 2009 în revista Genome Research.

## În cultura populară

Stema Tasmaniei, prezentând doi lupi marsupiali.

Cele mai cunoscute ilustrații ale lupului marsupial au fost cele create de John Gould în seria The Mammals of Australia (1845-63), adesea copiate și reproduse, cel mai cunoscut exemplu fiind cel al Berăriei Cascade pentru logoul său din 1987. Guvernul tasmanian a publicat, de asemenea, o reproducere monocromatică în 1934, autorul Louisa Anne Meredith copiind-o pentru cartea sa, Tasmanian Friends and Foes (1881).
Lupul marsupial a fost intens folosit ca simbol al Tasmaniei. Acesta este folosit pe stema Tasmaniei, ca logo oficial al turismului Tasmanian și de Consiliul Municipal al orașului Launceston. Începând cu 1998, a fost adesea inclus pe numerele de înmatriculare tasmaniene. Lupul marsupial a fost folosit ca stemă de Wilderness Society, pentru echipa națională de cricket, fiind prezent și pe timbre folosite în Australia, Micronezia și Guineea Ecuatorială.
A fost de asemenea lansată, în 2002, seria de jocuri video Ty the Tasmanian Tiger, iar la începutul anilor '90, în serialul animat Taz-Mania își făcea debutul personajul „Wendell T. Wolf”, numit ca fiind ultimul tigru tasmanian. Un lup marsupial este folosit pe post de animal de companie de Dr. Nora Barlow în romanul Leviathan de Scott Westerfeld.